# VW APP550
Der Volkswagen APP550 ist ein Elektromotor, der zum Antrieb von Elektroautos des Modularen-E-Antriebs-Baukastens eingesetzt wird.

## Einsatz
Der APP550 wurde speziell für den Modularen E-Antriebs-Baukasten (MEB) entwickelt, die Plattform für Volkswagens Elektrofahrzeuge. Trotz gesteigerter Leistung bleibt der Bauraum identisch mit früheren Antrieben, was eine nahtlose Integration in bestehende Fahrzeugarchitekturen ermöglicht.

### VW ID.-Familie
Erstmals verbaut wurde der APP550 im ID.7, der im vierten Quartal 2023 auf den Markt kam. Inzwischen kommt er auch in leistungsstarken GTX-Varianten des ID.3, ID.4, ID.5 und ID.7 zum Einsatz.

### Audi
Bei Audi wird der APP550 in den Allradvarianten des Q4 e-tron verwendet.

### Cupra
Cupra nutzt den Antriebsstrang im Modell Tavascan.

### Škoda
In den höher motorisierten Varianten des Škoda Enyaq und Elroq kommt auch der APP550 zum Einsatz.

### Ford
Obzwar Ford keine Tochtergesellschaft des VW-Konzerns ist, wird in den Modellen Explorer und Capri auch der APP550 verbaut.

## Technische Spezifikationen

### Leistungsdaten
Der APP550 liefert eine maximale Leistung von 210 kW (286 PS) und ein Drehmoment von 550 Nm. Diese Werte übertreffen die Vorgängerantriebe wie den APP310 (150 kW, 310 Nm) deutlich. Die Steigerung resultiert aus einem weiterentwickelten Stator mit erhöhter effektiver Windungszahl und größerem Drahtquerschnitt, der höhere Ströme verkraftet. Der Rotor enthält stärkere Permanentmagnete aus Neodym, die eine robustere Magnetfeldgenerierung gewährleisten.

### Thermomanagement
Im Gegensatz zu früheren Modellen verzichtet Volkswagen auf eine elektrisch betriebene Ölpumpe. Stattdessen nutzt der Antrieb die Rotation der Getriebezahnräder, um Öl durch speziell geformte Kanäle zu pumpen. Das erwärmte Öl wird anschließend über den Fahrzeugkühlkreislauf abgeführt, während ein Wasserkühlmantel am Stator zusätzliche Wärme abführt. Dieses Hybridsystem reduziert den Energieverbrauch der Nebenaggregate und stabilisiert die Betriebstemperatur auch unter Volllast.

### Pulswechselrichter
Der Pulswechselrichter (PWR) wurde für höhere Phasenströme optimiert, um die gesteigerte Leistung des Motors zu ermöglichen. Durch präzise Steuerung der Taktfrequenzen und Modulationsverfahren minimiert er elektrische Verluste und trägt zur Gesamteffizienz bei.

## Produktion
Der APP550 wird am Volkswagen Group Components-Standort Kassel produziert.